# 马里尼亚克 (塔恩-加龙省)
马里尼亚克（法語：Marignac，法語發音：[maʁiɲak]）是法国奧克西塔尼大區塔恩-加龙省的一个市镇，属于卡斯泰尔萨拉桑区。

## 地理
马里尼亚克（43°50'38"N, 0°54'42"E）面积5.07 平方千米，位于法国奧克西塔尼大區塔恩-加龙省，该省份为法国西南部内陆省份，北起顺时针与洛特省、阿韦龙省、塔恩省、上加龙省、热尔省和洛特-加龙省接壤。
与马里尼亚克接壤的市镇（或旧市镇、城区）包括：阿旺萨克、佩苏朗、屈蒙、福多阿斯、日马特、莫贝克。

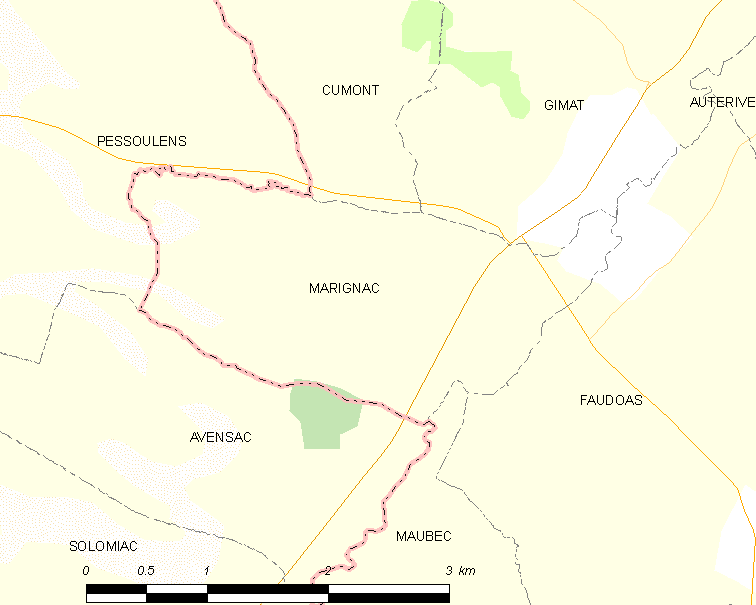
的OSM定位图

马里尼亚克的时区为UTC+01:00、UTC+02:00（夏令时）。

## 行政
马里尼亚克的邮政编码为82500，INSEE市镇编码为82103。

## 政治
马里尼亚克所属的省级选区为博蒙德洛马涅县。

## 人口

1962-2008年间人口变化图示

马里尼亚克于2022年1月1日时的人口数量为102人。